# Sarota acanthoides
Espèce
Sarota acanthoides est une espèce d'insectes lépidoptères (papillons) appartenant à la famille des Riodinidae et au genre Sarota.

## Taxonomie
Sarota acanthoides a été décrit par Gottlieb August Wilhelm Herrich-Schäffer en 1853 sous le nom de Nymphidium acanthoides.

### Nom vernaculaire
Sarota acanthoides se nomme Acanthoides Sarota en anglais.

## Description
Sarota acanthoides est un papillon aux ailes antérieures à l'apex anguleux et aux ailes postérieures à queues esquissées. Le dessus est de couleur noire.
Le revers est marron foncé à bande marginale roux cuivré orné de lignes de marques bleu-vert.

## Écologie et distribution
Sarota acanthoides est présent  au Surinam, en Guyane, en Guyana au Venezuela, au Brésil et au Pérou.

### Protection
Pas de statut de protection particulier.